# ألان كلايف روبرتس
ألان كلايف روبرتس (بالإنجليزية: Alan Clive Roberts) هو أحيائي بريطاني، ولد في 28 أبريل 1934 في إكزتر في المملكة المتحدة.